# Karl Volkert
Karl Volkert (11. února 1868 Eßlingen – 24. února 1929 Vídeň) byl rakouský sociálně demokratický politik, na počátku 20. století poslanec Říšské rady, v meziválečném období poslanec rakouské Národní rady.

## Biografie
Vychodil národní školu a vyučil se zlatnickým pomocníkem. Pracoval jako soukromý úředník. Angažoval se v Sociálně demokratické straně Rakouska. Byl poslancem Dolnorakouského zemského sněmu.
Na počátku 20. století se zapojil i do celostátní politiky. Ve volbách do Říšské rady roku 1911 získal mandát v Říšské radě (celostátní zákonodárný sbor) za obvod Dolní Rakousy 28. Usedl do poslanecké frakce Klub německých sociálních demokratů. Ve vídeňském parlamentu setrval do zániku monarchie.
Po válce zasedal v letech 1918–1919 jako poslanec Provizorního národního shromáždění Německého Rakouska (Provisorische Nationalversammlung). Následně od 4. března 1919 do 31. května 1919 byl poslancem Ústavodárného národního shromáždění Rakouska a od 10. listopadu 1920 do své smrti byl poslancem rakouské Národní rady.